# Ravdojavri (sjö i Utsjoki, Lappland, Finland)
Ravdojarvi eller Raudujävri är en sjö i Finland. Den ligger i kommunen Utsjoki i landskapet Lappland, i den norra delen av landet, 1 000 km norr om huvudstaden Helsingfors. Ravdojarvi ligger 249 meter över havet. Omgivningarna runt Ravdojarvi är i huvudsak ett öppet busklandskap. Arean är 1 kvadratkilometer och strandlinjen är 6,66 kilometer lång. Sjön  ingår i Tana älvs huvudavrinningsområde. 